# اوکلان
اوکلان (روسی: Оклан) یک رود در سرزمین کامچاتکا کشور روسیه است.